# Éclipse solaire du 26 décembre 2038
Une éclipse solaire totale aura lieu le 26 décembre 2038.

## Parcours

Carte animée de l'éclipse.

Cette éclipse totale commencera dans l'océan Indien, traversera toute l'Australie du Sud, de la côte ouest à la côte est ; puis continuera sur l'océan Pacifique où elle aura son maximum. L'éclipse passera sur le bras de mer entre les deux principales îles de Nouvelle-Zélande, les touchant toutes les deux. Puis, elle ira finir au centre de l'océan Pacifique.